# Dicranomyia scolopia
Dicranomyia scolopia là một loài ruồi trong họ Limoniidae. Chúng phân bố ở miền Australasia.